# Джохадар, Надир
Надир Джохадар (араб. نادر جوخدار‎; 19 октября 1977, Сирия — 6 февраля 2023, Джабла, Латакия) — сирийский футболист, нападающий. Участник Кубка Азии 1996 года.

## Клубная карьера
В 1996 году нападающий начал играть за футбольный клуб «Аль-Ватба» из чемпионата Сирии. В 2002 году футболист перешёл в «Аль-Файсали», в составе которого выиграл чемпионат и Кубок Иордании. В сезоне 2003/04 нападающий играл за футбольный клуб «Аль-Ватба», который вылетел из высшей лиги по итогам сезона. В сезоне 2004/05 Надир выиграл Кубок Иордании и забил 8 мячей в чемпионате за «Аль-Файсали». В 2005—2007 годах Надир Джохадар играл за «Аль-Вихдат» и выиграл чемпионат Иордании.

## Сборная Сирии
На 10-м чемпионате мира среди молодёжи нападающий сыграл три матча. В 1996 году футболист сыграл три матча в кубке Азии и забил в матчах против Японии и Узбекистана. Сборная Сирии заняла третье место в группе и не вышла в плей-офф. В азиатской квалификации чемпионата мира 1998 года нападающий сыграл 5 матчей и забил 3 гола.

## Достижения
- Чемпион Иордании: 2002/03, 2006/07
- Кубок Иордании: 2002/03, 2004/05